# Babjak
Babjak (bulgariska: Бабяк) är ett distrikt i Bulgarien.   Det ligger i kommunen Obsjtina Belitsa och regionen Blagoevgrad, i den sydvästra delen av landet, 90 kilometer söder om huvudstaden Sofia.
I omgivningarna runt Babjak växer i huvudsak barrskog. Runt Babjak är det ganska glesbefolkat, med 36 invånare per kvadratkilometer.